# Laura Castellanos
Laura Cecilia Castellanos Amarista (Caracas, 6 de noviembre de 1973) periodista, conferencista, consultora y locutora venezolana.

## Estudios
Nacida en Caracas, cursó estudios de periodismo en la Universidad Central de Venezuela (1992- 1997) con Diplomado en Comunicación Política en la Universidad Católica Andrés Bello (2010).

## Carrera
Inició pasantías en los medios en el Diario El Nacional (1994) donde fue redactora de farándula y deportes. Ingresa en 1996 al canal de televisión más grande de Venezuela, RCTV  donde ocupó cargos de redactora, productora, reportera y presentadora de noticias. En 1999 da cobertura a la Tragedia de Vargas , catástrofe natural que enlutó a miles de hogares venezolanos. Cubrió las elecciones presidenciales de 1998 que llevarían al poder a Hugo Chávez Frías. Luego se desempeñaría como reportera del área de sucesos para pasar a ser titular de la fuente política en el año 2000 con Alto Gobierno y Parlamento. En el año 2001 se convierte en una de las periodistas venezolanas más jóvenes en recibir el Premio Nacional de Periodismo mención televisión. En el año 2002 fue testigo de primera mano del Golpe de Estado que sacaría momentáneamente del poder a Hugo Chávez con transmisiones desde el centro de Caracas. El Palacio de Miraflores y el Parlamento venezolano.
En 2002 es enviada especial a las Elecciones Presidenciales Colombia 2002 donde resulta ganador Álvaro Uribe Vélez y da cobertura a procesos electorales en Aruba y República Dominicana entre otros. En el año 2006 es designada narradora de noticias de la emisión matutina de El Observador, y luego de la Emisión Estelar hasta 2007 cuando el gobierno del Presidente Hugo Chávez Frías decide revocar la concesión de la planta televisora RCTV. En 2007 Castellanos continúa con su trabajo pero desde la radio en el Circuito Nacional Belfort que también es sacado del aire tras la decisión de Hugo Chávez de no renovar la concesión a 34 emisoras radiales.
Debido al fuerte clima de confrontación en las calles de Caracas y a lo complicado del ejercicio del periodismo, en 2007 la Corte Interamericana de Derechos Humanos dicta medidas cautelares de protección a Castellanos y a un grupo de trabajadores de RCTV.
En 2010 entra al Circuito Unión Radio donde conduce un programa de opinión con su hermano presentador del canal estatal de noticias VTV,  Daniel Castellanos.
En 2013 Castellanos regresa a las pantallas como colaboradora del canal español Antena3 y da cobertura de la muerte de Hugo Chávez Frías y elecciones presidenciales que llevaron al poder a Nicolás Maduro Moros. En 2014 inicia como colaboradora para la cadena de noticias CNN en Español, donde ha cubierto noticias de interés mundial como las manifestaciones en Venezuela de 2014, sentencia al opositor Leopoldo López, crisis fronteriza colombo venezolana, elecciones parlamentarias de Venezuela de 2015, entre otras.
En la actualidad Castellanos continua como periodista free lance de CNN en Español, responsabilidad que comparte con su rol como conferencista internacional en temas periodísticos y de comunicación política y diariamente transmite desde Caracas su espacio radial “Mucho que contar” de 5 a 7pm por el Circuito Adulto Joven.

## Conferencista
Debido a su experiencia en los medios de comunicación y el proceso venezolano, su especialización en comunicación política la ha llevado a dictar conferencias no solo dentro sino también fuera de las fronteras venezolanas a países como México, Perú, República Dominicana, Colombia y Argentina. Ha participado en la Cumbre Mundial de Comunicación Política, evento que reúne a los mejores expositores de la materia.